# 格洛德涅沃农村居民点
格洛德涅沃农村居民点（俄语：Глодневское сельское поселение）是俄罗斯联邦布良斯克州布拉索沃区所属的一个农村居民点。其下辖有7个居民点，行政中心为格洛德涅沃。据2015年统计，该农村居民点的人口为845人。